# Liste der Baudenkmäler in Duggendorf
Auf dieser Seite sind die Baudenkmäler in der Oberpfälzer Gemeinde Duggendorf zusammengestellt. Diese Tabelle ist eine Teilliste der Liste der Baudenkmäler in Bayern. Grundlage ist die Bayerische Denkmalliste, die auf Basis des Bayerischen Denkmalschutzgesetzes vom 1. Oktober 1973 erstmals erstellt wurde und seither durch das Bayerische Landesamt für Denkmalpflege geführt wird. Die folgenden Angaben ersetzen nicht die rechtsverbindliche Auskunft der Denkmalschutzbehörde.

## Baudenkmäler nach Ortsteilen

### Duggendorf
| Lage                                                    | Objekt                                 | Beschreibung | Akten-Nr.             | Bild           |
| ------------------------------------------------------- | -------------------------------------- | --- | --------------------- | -------------- |
| Friedhofstraße 1; Kirchstraße 6 (Standort)              | Mesner- und ehemaliges Schulhaus       | zweiteiliger Baukomplex, Mesnerhaus zweigeschossiger und traufständiger Satteldachbau, bezeichnet 1751, Schulhaus, zweigeschossiger Walmdachbau, 18./19. Jahrhundert | D-3-75-131-1 Wikidata | weitere Bilder |
| In Duggendorf; Kirchstraße 3 (Standort)                 | Pfarrhof                               | Anlage des 18. Jahrhunderts; Pfarrhaus, zweigeschossiger Satteldachbau, 1785; Stadel, Walmdachbau, bezeichnet 1778, nach Brand 1913 erneuert, angebaut zweigeschossiger Stallstadel mit Walmdach; Remise mit Holzlege, Walmdachbau mit Zwerchhaus, Anfang 20. Jahrhundert; Pfarrhofmauer mit Tor, barock | D-3-75-131-4 Wikidata | weitere Bilder |
| Kirchstraße 5 (Standort)                                | Katholische Pfarrkirche Mariä Opferung | Saalbau mit eingezogenem Chor und Flankenturm mit Zwiebelhaube und Putzgliederungen, bezeichnet 1736, Turm bezeichnet 1705; mit Ausstattung: Kriegerdenkmal für 1914/18 mit rundbogigem Bildfeld und Pilasterrahmung, 1920 von Theodor Strasser und Albert Reich                                         | D-3-75-131-5 Wikidata | weitere Bilder |
| Regensburger Straße 6; Regensburger Straße 8 (Standort) | Gasthaus                               | zweigeschossiger und giebelständiger Satteldachbau mit stichbogigen Fenstern im Erdgeschoss, 16./17. Jahrhundert | D-3-75-131-6 Wikidata | weitere Bilder |
| Trettenbachstraße 9 (Standort)                          | Friedhofskapelle                       | giebelständiger Saalbau mit abgewalmtem Satteldach und rundbogigem Eingang, neuromanisch, 1856, mit Ausstattung | D-3-75-131-2 Wikidata | weitere Bilder |

### Gessendorf
| Lage            | Objekt     | Beschreibung                                                                               | Akten-Nr.             | Bild           |
| --------------- | ---------- | ------------------------------------------------------------------------------------------ | --------------------- | -------------- |
| Zelt (Standort) | Wegkapelle | giebelständiger Satteldachbau mit Frontpilastern und stichbogigem Eingang, 18. Jahrhundert | D-3-75-131-7 Wikidata | weitere Bilder |

### Heitzenhofen
| Lage                                             | Objekt                                                   | Beschreibung | Akten-Nr.              | Bild                 |
| ------------------------------------------------ | -------------------------------------------------------- | --- | ---------------------- | -------------------- |
| In Heitzenhofen (Standort)                       | Hofkapelle Mariahilf                                     | traufständiger Satteldachbau mit rundbogigem Eingang und Giebelkreuz, bezeichnet 1848; mit Ausstattung | D-3-75-131-9 Wikidata  | Hofkapelle Mariahilf |
| In Heitzenhofen (Standort)                       | Mühle mit Elektrizitätswerk                              | dreieinhalbgeschossiger Walmdachbau mit Fußwalm und Putzgliederungen, neubarock, bezeichnet 1925 | D-3-75-131-12 Wikidata | weitere Bilder       |
| In Heitzenhofen (Standort)                       | Backofen                                                 | traufständiger Satteldachbau mit gewölbtem Bedienungsgang, um 1715 | D-3-75-131-10 Wikidata | weitere Bilder       |
| Naab; Nähe Schleusendamm Heitzenhofen (Standort) | Kammerschleuse                                           | mit gemauerten Seitenwänden und hölzernen Toren; zugehöriger Kanal mit gemauerten Böschungen; 1837/38 | D-3-75-131-20 Wikidata | weitere Bilder       |
| Naabstraße 2 (Standort)                          | Katholische Filialkirche und Schlosskapelle St. Wolfgang | traufständiger Saalbau mit eingezogenem Chor und Dachreiter mit Zwiebelhaube, um 1715; mit Ausstattung | D-3-75-131-8 Wikidata  | weitere Bilder       |
| Naabstraße 5 (Standort)                          | Ehemaliges Hofmarksschloss                               | dreigeschossiger und giebelständiger Satteldachbau mit Treppengiebel, Eingangsvorbau mit Altane und Turm mit Zinnen, im Kern spätmittelalterlich, neugotisch umgebaut 1899; Stadel und Remise, traufständiger Halbwalmdachbau mit Zwerchgiebel, 18. Jahrhundert | D-3-75-131-11 Wikidata | weitere Bilder       |
| Naabstraße 6 (Standort)                          | Schlossgaststätte                                        | zweigeschossiger und traufständiger Satteldachbau mit Anbau, 17./18. Jahrhundert, Hochwassermarken 18.–20. Jahrhundert | D-3-75-131-13 Wikidata | weitere Bilder       |

### Hochdorf
| Lage                        | Objekt                                                              | Beschreibung                                                                                                   | Akten-Nr.              | Bild           |
| --------------------------- | ------------------------------------------------------------------- | --- | ---------------------- | -------------- |
| Leonhardigasse 5 (Standort) | Katholische Filialkirche und ehemalige Schlosskapelle St. Sebastian | traufständiger Saalbau mit Satteldach und Dachreiter mit Zwiebelhaube, 1714, Erweiterung 1952; mit Ausstattung | D-3-75-131-14 Wikidata | weitere Bilder |
| Schlossstraße 4 (Standort)  | Ehemaliges Hofmarksschloss                                          | zweigeschossiger und traufständiger Halbwalmdachbau, 17./18. Jahrhundert                                       | D-3-75-131-15 Wikidata | weitere Bilder |
| Sebastianstraße (Standort)  | Bildstock, sogenanntes Sebastians-Marterl                           | mit Figur des hl. Sebastian in Satteldachgehäuse, um 1713/15                                                   | D-3-75-131-16 Wikidata | weitere Bilder |

### Wischenhofen
| Lage                                                          | Objekt                     | Beschreibung | Akten-Nr.              | Bild           |
| ------------------------------------------------------------- | -------------------------- | --- | ---------------------- | -------------- |
| Hochdorfer Straße 13; Kapellenweg 3; Kapellenweg 1 (Standort) | Ehemaliges Hofmarksschloss | zweigeschossiger Mansardwalmdachbau mit Putzgliederungen, Ende 17. Jahrhundert, im Kern älter; Katholische Filialkirche und ehemalige Schlosskapelle St. Philipp und Jakob, Saalbau mit abgewalmtem Satteldach und Dachreiter mit Spitzdach, bezeichnet 1672 | D-3-75-131-18 Wikidata | weitere Bilder |